# Lucius Furius Philus
Lucius Furius Philus war Konsul der römischen Republik im Jahr 136 v. Chr. Er gehörte der Familie der Furier an.
Von der Ämterlaufbahn des Lucius Furius Philus ist nichts Näheres bekannt. Prätor war er spätestens 139 v. Chr. Konsul wurde er 136 v. Chr. zusammen mit Sextus Atilius Serranus und erhielt Spanien als Provinz. Er war in das foedus Mancinum verwickelt, bei dem sein Amtsvorgänger Gaius Hostilius Mancinus den Numantinern ausgeliefert werden sollte. Die Kriegsführung des Furius Philus in Spanien führte zu keinen Erfolgen.
Furius war ein Mitglied des Kreises um die Scipionen, insbesondere ein Freund des Scipio Aemilianus (Scipionenkreis). Macrobius nennt Furius als Autor eines Werkes, in dem zwei sakrale Formeln erwähnt werden, die gegen belagerte Städte anzuwenden seien, während Marcus Tullius Cicero in De re publica seinen Redestil preist. Nach Cicero lebte Furius Philus in bescheidenen Verhältnissen. Cicero lässt ihn auch als einen der Redner in seinem Dialogwerk Laelius de amicitia auftreten.